# Рівненсько-Волинська єпархія ПЦУ
Рівненсько-Волинська єпархія — єпархія Православної церкви України на території Рівненської та Волинської областей. Єпархіальний центр — місто Рівне.

## Історія
Рівненсько-Крем´янецька єпархія Української Автокефальної Православної Церкви була утворена після того, як у 1942 р. з благословіння предстоятеля автокефальної Православної церкви Польщі Блаженнішого митрополита Дионісія (Валединського) почалося канонічне формування єпископату і єпархіальних структур Української Автокефальної Православної Церкви. Нею протягом 1942-1943 рр. керував єпископ Платон (Артем'юк). Але після приходу Радянської армії єпархія була антиканонічно приєднана до Російської Православної Церкви.
Після легалізації Української Автокефальної Православної Церкви в Україні, 10 жовтня 1990 р. було відновлено й православну єпархію на теренах Рівненської області під назвою — Рівненсько-Острозька єпархія УАПЦ (7 липня 1990 р. було освячено перший на Рівненщині храм УАПЦ — першомучен. і архідияк. Стефана на Грабнику м. Рівне). Нею протягом 1990-1992 рр. керували — єпископ Антоній (Масендич) і архієпископ Роман (Балащук). Але зі створенням у 1992 р. Української Православної Церкви Київського Патріархату архієрей і переважна більшість парафій Рівненсько-Острозької єпархії УАПЦ перейшли до складу УПЦ КП і утворили Рівненсько-Острозьку єпархію УПЦ КП (див. Рівненська єпархія ПЦУ).
У зв’язку зі зменшенням числа парафій УАПЦ на теренах Волинської області згідно зі статутом УАПЦ, ухвалою Архієрейського собору УАПЦ від 4 жовтня 1997 р., рішенням Патіаршої ради УАПЦ від 25 червня 1997 р. — було утворено єдину Рівненсько-Волинську єпархію (правонаступницю Рівненсько-Острозької єпархії УАПЦ), чия юрисдикція поширилася на Рівненську та Волинську області України; керуючим нею було призначено архієпископа Львівського Макарія Малетича.
25 липня 2018 р. рішенням Патріаршої ради і ухвалою Архієрейського собору УАПЦ єпископом Рівненським і Волинським, керуючим Рівненсько-Волинською єпархією був обраний Гавриїл (Кризина).
15 грудня 2018 р. єпископ Гавриїл зі всіма парафіями і священнослужителями Рівненсько-Волинської єпархії УАПЦ увійшов до складу новоутвореної автокефальної Православної Церкви України.

## Управління
Правлячий архієрей: єпископ Рівненський і Сарненський Гавриїл (Кризина)
Єпархіальне управління: 33028, Україна, Рівненська обл., м. Рівне, вул. Словацького, 12
Секретар єпархії — митрофорний протоієрей Павло Краєвський 

## Парафії
До складу Рівненсько-Волинської єпархії входять: 
| №                                                                 | Назва                                                | Адреса                                              | Настоятель                       | Примітка                          |
| ----------------------------------------------------------------- | ---------------------------------------------------- | --------------------------------------------------- | -------------------------------- | --------------------------------- |
| Декан (благочинний) — митрофорний протоієрей Павло Краєвський     |                                                      |                                                     |                                  |                                   |
| 1                                                                 | Парафія свв. апп. Петра і Павла                      | м. Луцьк, вул. Баранова, 32 а                       | митр. прот. Володимир Драль      |                                   |
| 2                                                                 | Парафія св. влмч. Димитрія Солунського               | м. Луцьк, вул. Наливайка, 2.а                       | митр. прот. Олександр Королюк    | https://hram-dm-sol.jimdofree.com |
| 3                                                                 | Парафія свв. влмч. Димитрія і мч. Нестора Солунських | м. Луцьк, вул. Гетьмана Мазепи, 38                  | митр. прот. Роман Романів        |                                   |
| 4                                                                 | Парафія Святого Духа                                 | с. Великий Омеляник, Луцький район                  | митр. прот. Павло Краєвський     |                                   |
| 5                                                                 | Парафія Різдва Пресвятої Богородиці                  | с. Буяни, Луцький район                             | прот. Юрій Рудь                  |                                   |
| 6                                                                 | Парафія св. Архистратига Михаїла                     | с. Новий Двір, Турійський район                     | прот. Олександр Дулько           |                                   |
| Декан (благочинний) — митрофорний протоієрей Павло Іван Ізай      |                                                      |                                                     |                                  |                                   |
| 1                                                                 | Парафія св. влмч. Димитрія Мироточивого              | с. Антонівка, Горохівський район                    | прот. Роман Старик               |                                   |
| 2                                                                 | Парафія Свято-Борисо-Глібська                        | с. Шклинь, Горохівський район                       | прот. Олександр Фідрін           |                                   |
| 3                                                                 | Парафія Свято-Покровська                             | с. Брани, Горохівський район                        | прот. Іван Ізай                  |                                   |
| 10                                                                | Парафія Свято-Михайлівська                           | с. Довгів, Горохівський район                       | прот. Іван Ізай                  |                                   |
| Декан (благочинний) — митрофорний протоієрей Данило Бринчак       |                                                      |                                                     |                                  |                                   |
| 1                                                                 | Парафія пршмч. Стефана                               | м. Рівне, вул. Соборна, 8                           | митр. прот. Данило Бринчак       |                                   |
| 2                                                                 | Парафія Почаївської Ікони Божої Матері               | м. Сарни, Рівненська область                        | прот. Віталій Коврига            |                                   |
| 3                                                                 | Парафія вмч. Юрія Переможця                          | м. Костопіль, Рівненська область                    | прот. Павло Сабара               |                                   |
| 4                                                                 | Парафія Різдва Пресвятої Богородиці                  | м. Березне, вул. Київська, 17 а, Рівненська область | митр. прот. Назарій Момотюк      |                                   |
| 5                                                                 | Парафія Покрови Пресвятої Богородиці                 | м. Рівне (Золотіїв), вул. Золотіївська, 40          | митр. прот. Роман Ріжок          |                                   |
| 6                                                                 | Парафія свт. Миколая Чудотворця                      | м. Рівне, вул. Словацького, 12                      | митр. прот. Володимир Садовський |                                   |
| Декан (благочинний) — митрофорний протоієрей Володимир Садовський |                                                      |                                                     |                                  |                                   |
| 1                                                                 | Парафія Різдва Пресвятої Богородиці                  | с. Кораблище, Млинівський район                     | митр. прот. Володимир Садовський |                                   |
| 2                                                                 | Парафія св. Архистратига Михаїла                     | с. Береги, Млинівський район                        | митр. прот. Володимир Садовський |                                   |
| 3                                                                 | Парафія Різдва Пресвятої Богородиці                  | с. Ужинець, Млинівський район                       |                                  |                                   |
| 4                                                                 | Парафія Покрови Пресвятої Богородиці                 | с. Владиславівка, Млинівський район                 |                                  |                                   |
| 5                                                                 | Парафія Покрови Пресвятої Богородиці                 | с. Добрятин, Млинівський район                      | митр. прот. Микола Федорук       |                                   |
| Декан (благочинний) — митрофорний протоієрей Євген Андрощук       |                                                      |                                                     |                                  |                                   |
| 1                                                                 | Парафія Покрови Пресвятої Богородиці                 | с. Плоска, Дубенський район                         | митр. прот. Євген Андрощук       | побудована у 1884 році            |
| 2                                                                 | Парафія свв. апп. Петра і Павла                      | с. Переросля, Дубенський район                      | митр. прот. Євген Андрощук       |                                   |
| 3                                                                 | Парафія прп. Іова Почаївського                       | смт. Смига, Дубенський район                        | митр. прот. Володимир Кравчук    |                                   |